# 川島蹴太
川島 蹴太（かわしま けった、1980年1月9日 - ）は、日本のミュージシャン。作詞・作曲家、ボーカリスト、ギタリスト、音楽プロデューサーとして活動している。愛知県名古屋市出身。血液型AB型。従兄弟はジャズミュージシャンで音楽・映像プロデューサーのヒロ川島。

## 概要
2003年、渋谷系バンド「テトラプルトラップ」のボーカリストとしてデビュー。フリッパーズギターを換骨奪胎したサウンド、パフォーマンス、発言等によりネオ渋谷系と呼ばれるムーブメントの火付け役となったが、2004年に解散。その後、テトラプルトラップF名義でのソロ活動、楽曲提供、音楽プロデュースなどを行うようになる。現在は中国上海在住。

## エピソード
- 2004年10月25日にフジテレビの音楽番組音箱登龍門に出演した際の演奏メンバーには、Plus-tech Sqeeze Boxのハヤシベトモノリとワキヤタケシがサポートとして参加していた。
- 2005年3月13日と翌3月14日にグアムからインターネットラジオの番組が生放送された。番組後半の視聴者からの質問に答えるコーナーにおいて「なぜフリッパーズを模倣するのか」という質問が選ばれたがちょうど放送終了時間となり明確な回答を聞くことはできなかった。
- 2005年10月14日に渋谷チェルシーホテルにて開催されたクラブイベント「王子様ナイト」では泥酔して登場した。
- 2006年9月5日にFM OSAKAの音楽番組ROCK the RADIO 851に出演した際には「特別番組ROCK the RADIO 851 NEO」として番組をジャックした。[2]
- 2008年5月12日に発生した四川大地震について公式ウェブログ上で募金の呼びかけを行い、また同年6月には被災地へ出向き被害の実態をウェブログで発表した。
- 本人公式ウェブログはこれまでにlivedoor Blog、Maglog、PLAYLOG、アメーバブログと変化している。
- テトラプルトラップ初期のインタビューでは「体育館の裏でギター片手に歌っていたタイプ」といった発言や「異なる音楽の融合ではない」といったフリッパーズギターと同じ発言をするなど明らかにフリッパーズギターを意識していたことがうかがえる。[3]
- サウンド、発言のほか、全国ツアー中に突然解散するなどフリッパーズギターを換骨奪胎したパフォーマンスを展開していたにもかかわらずフリッパーズギターのCDは一枚も持っていないと発言している。[4]
- デイリーポータルZの企画で音楽ライターの大塚幸代をボーカルとしたユニットクラムチャウダー・テトラプルジャックをプロデュースし楽曲「Instant World's End」を発表した。[5]
- 絶対音感により聴こえた音を楽譜化するという特技を持っておりデイリーポータルZの特集記事内にて披露している。[6]
- 「indiesnews.com」のインタビューで「アーティストだったら、安売りなんかできないですよフツー。」と発言していたが、後にクラムチャウダーテトラプルジャックではクリエイティブコモンズライセンスにて楽曲を無料配信した[7]。またこの楽曲はiTunes上では有料販売されているもののじつは無料でダウンロードすることができるという不自然な状態になっている。

## 渋谷系EXPO2005
2005年4月28日にインターネット上で生放送された番組「渋谷系EXPO2005 24時間ネットサーフミュージック」の企画・総合プロデュースを行った。番組出演アーティストは以下の通りである。
Capsule、ORANGENOISE SHORTCUT、クノシンジ、Plus-tech Sqeeze box、ストロベリーマシン、Hazel Nuts Chocolate、エイプリルズ、エレキベース、EeL、Sonicberry Favour、Spaghetti Vabune!、miette-one、""pitcher56""など（順不同）

## ミュージシャン以外の交友関係
音楽ライターの大塚幸代、漫画家の若杉公徳、イラストレーターの中村佑介、実業家の矢野さとる、アナウンサーの吉田尚記など、交友関係は幅広い。

## ディスコグラフィー
テトラプルトラップの項を参照。

## 書籍
- 「ノーディスク・ミュージックガイド～iTunes Music Storeですぐ聞ける1000曲案内」(2005)